# David Fox
David Ashley Fox (25 de febrero de 1971) es un deportista estadounidense que compitió en natación.
Participó en los Juegos Olímpicos de Atlanta 1996, ocupando el sexto lugar en los 50 m libre; además, le fue otorgada una medalla de oro en el relevo 4 × 100 m libre por nadar la serie preliminar. Ganó una medalla de plata en el Campeonato Mundial de Natación en Piscina Corta de 1993, en la prueba de 4 × 100 m libre.

## Palmarés internacional
| Juegos Olímpicos                    | Juegos Olímpicos           | Juegos Olímpicos | Juegos Olímpicos |
| Año                                 | Lugar                      | Medalla          | Prueba           |
| ----------------------------------- | -------------------------- | ---------------- | ---------------- |
| 2020                                | Tokio (Japón)              | Medalla de oro   | 4 × 100 m libre  |
| Campeonato Mundial en Piscina Corta |                            |                  |                  |
| Año                                 | Lugar                      | Medalla          | Prueba           |
| 1993                                | Palma de Mallorca (España) | Medalla de plata | 4 × 100 m libre  |

1. ↑  Compitió en la serie preliminar.